# Resistència luxemburguesa
El concepte resistència luxemburguesa fa referència als col·lectius o individus de Luxemburg que van fer front o es van oposar al règim alemany quan aquest va envair Luxemburg en el marc de la Segona Guerra Mundial. L'Alemanya nazi va ocupar Luxemburg el 1940, en el transcurs de l'operació Caixa Groga, fet que va provocar que comencés a aparèixer una certa consciència nacional al petit país europeu. A partir del 1941 van començar a proliferar diversos grups de resistència, com ara el Letzeburger Ro'de Lé'w o el PI-Men. Operant clandestinament, aquestes faccions van dedicar-se a treballar contra el règim, ajudant a fugir del país a refugiats polítics i aquells qui volien evitar el reclutament a la Wehrmacht o repartint pamflets patriòtics (sovint representant a la Gran Duquessa Carlota) encoratjant a la població luxemburguesa a resistir.
Tal com va passar en altres països en la mateixa situació, els orígens, la ideologia i d'altres aspectes eren diferents en funció del grup resistent en concret: hi havia col·lectius que lluitaven només per foragitar el nazisme, mentre que d'altres desitjaven l'alliberament del país. El ventall polític va incloure des de grups comunistes fins a elements clericals i conservadors (inclosos alguns sectors antisemites).

## La resistència a Luxemburg
En paral·lel amb l'aparició d'actes individuals de protesta, l'estiu de 1940 van detectar-se els primers intents d'organització de la resistència a l'ocupació alemanya. A partir de l'agost, els líders dels Escoltes Catòlics del sud del país es van reunir a Esch-sur-Alzette, on van decidir iniciar la resistència contra els alemanys. També es van realitzar reunions similars a Ciutat de Luxemburg, Diekirch i Wiltz. Quan els ocupants van decidir prohibir el moviment Escolta al país, l'organització va passar a la clandestinitat, adoptant el nom Lëtzebuerger Scouten an der Resistenz (LS).
En un primer moment, la resistència no va tenir un caràcter cohesionador, sorgint diversos grups autònoms en poc temps. A la fi del mes de setembre, Raymond Petit, un estudiant del Liceu d'Echternach, va fundar la Lliga Patriòtica Luxemburguesa (LPL). Paral·lelament, al Liceu de Diekirch, Camille Sutor va fundar el Trei Lëtzeburger Studenten (TLS), mentre que la Legió Luxemburguesa (LL) fou fundada el 27 d'octubre de 1940 per part d'Aloyse Raths, estudiant a l'Escola Normal, al poble de Bissen. El novembre d'aquell mateix any, un oficial duaner jubilat, Alphonse Rodesch, va fundar un segon moviment amb el nom de LPL a Clervaux, aquest cop adoptant el mateix nom d'un moviment similar sorgit en el transcurs de la Primera Guerra Mundial. El mes següent Hubert Glesener, Eduard Heyardt i Pierre Fonck van formar la Lëtzebuerger Fräiheets-Bewegong (LFB) a Rumelange, organització que va incloure a catòlics, liberals i comunistes. Aquesta proliferació de col·lectius de resistència es va mantenir fins a l'estiu de 1941, creant-se'n a Bascharage, on Albert Meyers va fundar el Lleó Roig Luxemburguès (LRL); a Differdange, Tétange i Rumelange, on aparegué el Lëtzebuerger Fräiheets-Kämpfer (LFK); i a Schifflange, on sorgí l'"ALWERAJE". A Differdange Josy Goerres va crear el Patriotes Indépendants ("Pi-Men"), i a Dudelange aparegué el Lëtzebuerger Fräiheets- Bond.
Tots aquests grups, això no obstant, aviat van entrar en contacte entre ells, i molts es van fusionar. Així, el TLS va ser absorbit per l'LL, mentre que, el juny de 1941, aquest es van fusionar amb l'LS, creant-se la Legió Popular Luxemburguesa (LVL). A més, aquesta competència també va provocar problemes per als seus membres: un intent de cooperació entre l'LFK i l'LFB a Rumelange va acabar amb una traïció, que comportà la detenció de centenars de persones. El novembre d'aquell mateix any es van produir noves detencions que van provocar un declivi en el moviment resistent, ajudant també a l'LVL, l'LPL i l'LRL a convertir-se en els col·lectius resistents més importants, atraient els membres supervivents dels grups desarticulats.
Políticament, l'únic partit que va seguir operant en la clandestinitat fou el Partit Comunista de Luxemburg. Tot i així, una operació policial l'agost de 1942 va debilitar la resistència comunista; el professor d'escola François Frisch, molt proper al polític comunista Dominique Urbany, va fundar un nou moviment per recuperar el lideratge, l'Aktiv Lëtzebuerger Eenheetsfront géint de Faschismus (ALEF).
A partir de 1943 els membres de la resistència van reconèixer que necessitaven unificar les diverses organitzacions per augmentar l'efectivitat de les seves accions. Des del 1941 s'havien fet intents en aquest sentit, intentant coordinar els diversos col·lectius, principalment per realitzar activitats contràries al servei militar obligatori imposat pels alemanys. No obstant, no fou fins després de l'onada d'arrests de 1943 i les execucions de febrer de 1944 que es va crear la Unio'n vun de Letzeburger Freihétsorganisatio'nen, el 23 de març de 1944, que va unir l'LPL, l'LRL, i l'LVL, després de llargues i difícils negociacions. Tot i que l'LFB també va participar en les negociacions, va decidir no participar en la Unio'n. Aquesta Unio'n fou dirigida per un comitè central compost per dos delegats de cada una de les tres organitzacions.

## Membres destacats

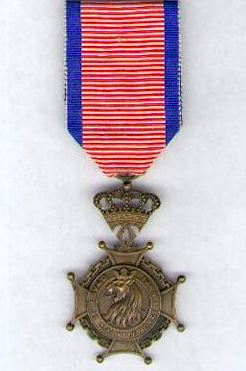
Medalla de lOrdre de la Resistance luxemburguesa

| - Hans Adam - Nicolas Bosseler - Ady Claude - Lucien Dury - Joseph Dumong - Georges Everling - Vic Fischbach - Jean-Pierre Glesener - Josy Goerres | - Raymond Hagen - Nicolas Huberty - Yvo Kerger - Louis Knaff - Émile Krieps - Eugène Léger - Emile Maar - Charles Marx - Tony Noesen | - Wenzel Profant - Aloyse Raths - Charles Reiffers - Jean-Pierre Ries - Martin Scheeck - Aloyse Schiltz - René Schiltz - Nicolas Schummer - Pierre Schummer | - Fernand Schwachtgen - Camille Sutor - Marie-Louise Tidick-Ulveling - Gordian Troeller - Ernest Toussaint - Lily Unden - Albert Ungeheuer - Madeleine Weis-Bauler - Albert Wingert |

### Obres principals
- Dostert, Paul «La résistance luxembourgeoise (1940 - 1944)» (PDF). Ons Stad, 12-2002, pàg. 12-5.
- Krier, Émile. «Luxemburg am Ende der Besatzungszeit und der Neuanfang». A: Kriegsende und Neubeginn: Westdeutschland und Luxemburg zwischen 1944 und 1947. 46.  Stuttgart: Franz Steiner, 1997.
- Pauly, Michel «La Résistance démythifiée». forum, 77, 1985, pàg. 45-47. Arxivat de l'original el 2015-09-24 [Consulta: 6 desembre 2015].

### Obres complementàries
- Blau, Lucien. La Résistance Au Grand-Duché De Luxembourg (1940-1945). Mémoire de Maitrise. Université de Metz, 1984.
- Candidi, Gino. La Résistance Du Peuple Luxembourgeois. Éditions du 'RAPPEL' (L.P.P.D.) (ed.). Luxembourg: Imprimerie Centrale, 1977.
- Dollar, Jacques: Josy Goerres et les PI-MEN dans la Résistance. Luxembourg, 1986.
- Dostert, Paul. "La Résistance luxembourgeoise pendant la seconde guerre mondiale et la reprise politique de 1944/45". In: Les Années Trente base de l'évolution économique, politique et sociale du Luxembourg d'après-guerre? Actes du Colloque de l'ALEH (27-28 octobre 1995). Supplement to Hémecht. Luxembourg: Editions St. Paul, 1996.
- Hilbert, Roger. "Resistenzbilder" in: De Mierscher Gemengebuet, Mersch, No. 70 (March 2005), p. 39-44
- Hoffmann, Serge. Le mouvement de résistance LVL au Luxembourg, Archives nationales, 2004
- Koch-Kent, Henri. Sie Boten Trotz: Luxemburger Im Freiheitskampf, 1939-1945. Luxembourg: Imprimerie Hermann, 1974.
- Majerus, Benoît. "Le débat existe bel et bien ... A propos des actes du colloque 'Les courants politiques et la Résistance: continuités ou ruptures?'" In: forum, No. 227 (June 2003). p. 60-63
- Pauly, Michel. "Nichts Neues von den Luxemburger Resistenz-Historikern". In: forum, No. 216 (May 2003). p. 66
- Schoentgen, Marc. "Die Resistenzorganisationen in Luxemburg nach dem 2. Weltkrieg", in: Les courants politiques et la Résistance: Continuités ou ruptures?, Luxembourg, 2003, p. 519-551.
- Schoentgen, Marc. "Innenpolitische Konflikte und Erinnerungskultur in der Nachkriegszeit." In: forum, No. 251 (November 2005). p. 47-51
- Stoffels, Jules. Petite histoire de l'activité des résistants luxembourgeois engagés dans les réseaux et les maquis de la France combattante, Association des anciens combattants volontaires luxembourgeois de la Résistance française. Luxembourg: Imprimerie Centrale, 2006. (ISBN 2-87996-760-0)
- Weber, Paul. Geschichte Luxemburgs im Zweiten Weltkrieg. Luxembourg: Victor Buck, 1948.
- Wehenkel, Henri. "L'intérêt d'un colloque: Réflexions à propos du colloque d'Esch dur la Résistance". In: forum, No. 218 (July 2002). p. 47-49